# Alex Sharp
Alexander Ian Sharp (Londres, 2 de febrero de 1989) es un actor británico de cine y teatro conocido por su papel de Christopher Boone en la producción de Broadway, The Curious Incident of the Dog in the Night-Time, por la que ganó un Premio Tony al Mejor Actor.

## Biografía
Sharp nació en Londres y creció en Devon, donde fue educado en casa por su madre, una maestra. Estudió actuación en la prestigiosa Juilliard School de Nueva York. De 2014 a 2016, apareció en el Teatro Ethel Barrymore en el papel principal en The Curious Incident of the Dog in the Night-Time de Simon Stephens. Fue su debut como actor de teatro, y ganó un Premio Tony al Mejor Actor por el papel del adolescente autista Christopher Boone.
Su primer papel importante en el cine fue en How to Talk to Girls at Parties de John Cameron Mitchell, que se estrenó en el Festival de Cine de Cannes en mayo de 2017. Ese mismo año, se estrenó en Netflix, To the Bone, de Marti Noxon, en la que Sharp también consiguió un papel más importante, seguida en 2019 de Glam Girls, de Chris Addison. En el thriller judicial El juicio de los 7 de Chicago, de Aaron Sorkin, que se estrenará en Netflix en octubre de 2020, interpreta a Rennie Davis, uno de los siete de Chicago. 

## Filmografía
- 2017: How to Talk to Girls at Parties
- 2017: To the Bone
- 2018: Die UFO
- 2019: Glam Girls (The Hustle)
- 2020: The Trial of the Chicago 7
- 2022: Living  (Living)
- 2023: One Life
- 2024: El problema de los tres cuerpos (serie de televisión)

## Premios
- 2015: Premio Tony al mejor actor protagonista (Super Good Days o The Strange World of Christopher Boone)[4]